# Sūmitsu-in

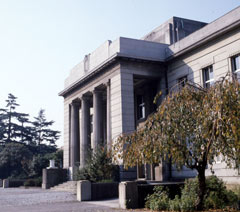
Das Gebäude des Sūmitsu-in, errichtet 1922

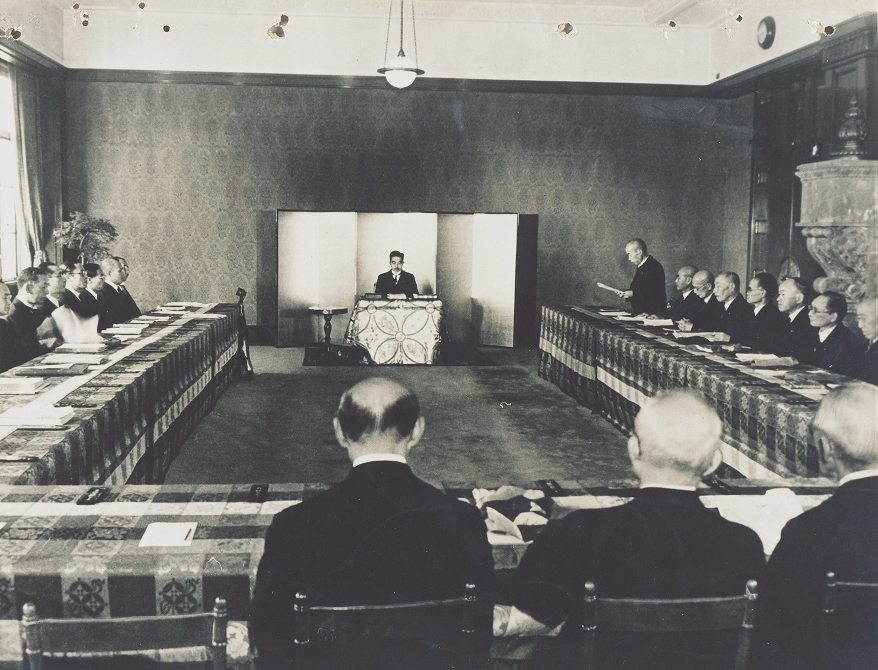
Sitzung des Sūmitsu-in ein Jahr vor seiner Auflösung, 1946

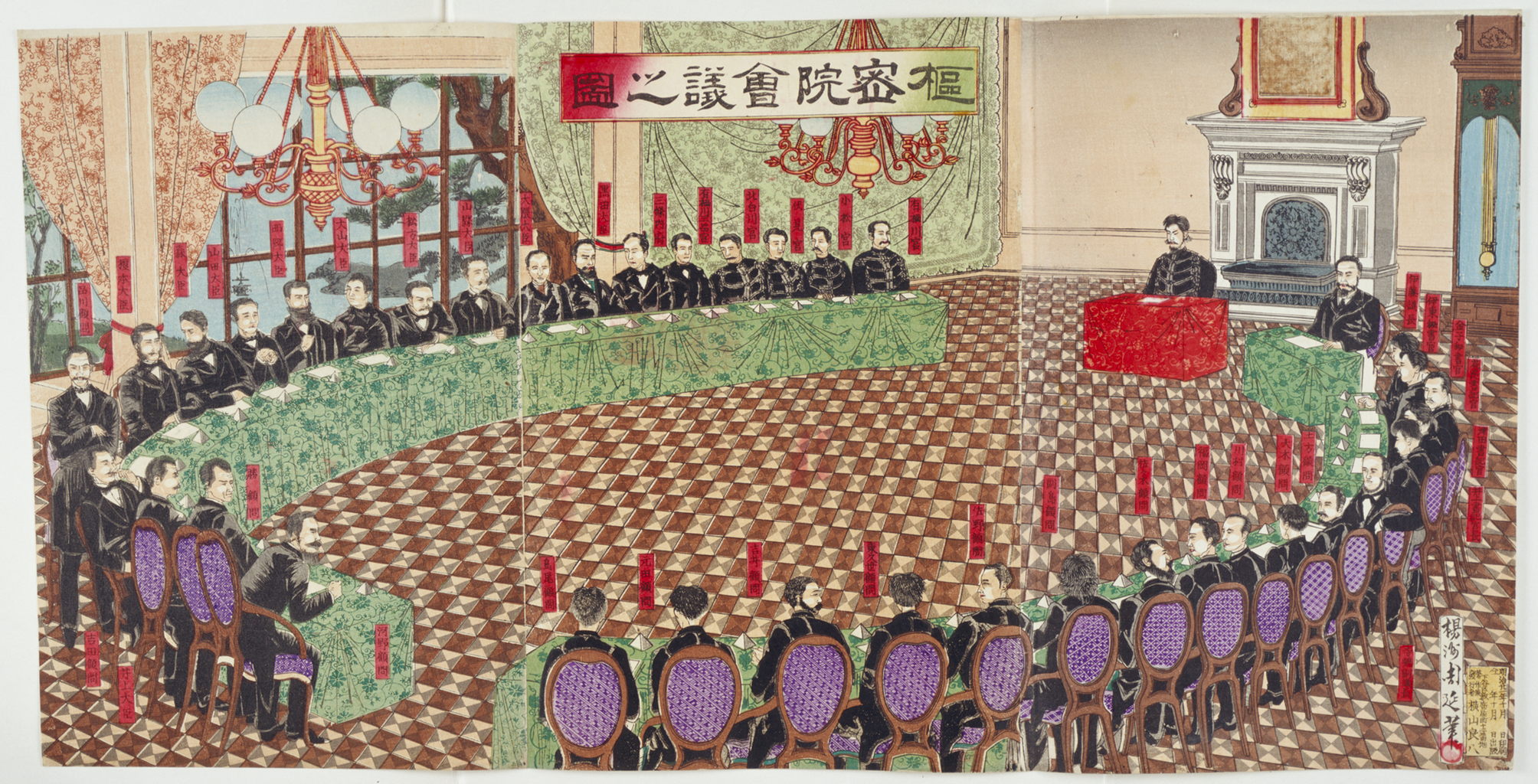
Sūmitsu-in Kaigi no Zu (枢密院会議之図, dt. „Treffen des Sūmitsu-ins [mit dem Kaiser]“). Farbholzschnitt von Yōshū Chikanobu, 1888

Das Sūmitsu-in (jap. 枢密院) war ein Beratungsgremium des japanischen Kaisers (Tennō) von 1888 bis 1947.
Als Vorbild diente das Privy Council des britischen Monarchen, daher wird es ebenfalls als Privy Council bezeichnet, auf Deutsch Geheimer Rat, Kronrat oder Staatsrat.
Das Sūmitsu-in wurde auf kaiserlichen Erlass am 28. April 1888 unter dem Vorsitz von Itō Hirobumi eingerichtet. Erste Aufgabe war, einen Entwurf für eine japanische Verfassung zu erstellen. Damit stand es in Konkurrenz zum Senat, dem Genrōin, dessen Verfassungsentwurf ein Jahrzehnt vorher u. a. von Itō Hirobumi als zu liberal abgelehnt wurde.
Die neue, sogenannte Meiji-Verfassung erwähnt das Sūmitsu-in kurz in Kapitel 4, Artikel 56: „Der Kronrat soll, in Übereinstimmung mit den Bestimmungen über die Organisation des Kronrats, über wichtige Staatsangelegenheiten beraten, wenn er vom Kaiser konsultiert wird.“
Der Kronrat beriet den Kaiser in wichtigen Angelegenheiten, darunter:
- Erstellung und Revisionen des Gesetzes über den kaiserlichen Haushalt (erlassen 1889) und der Verfassung (erlassen 1890)
- Auslegung der Verfassung, Gesetzesvorschläge und Anträge für Verordnungen
- Verhängen des Kriegsrechts und Kriegserklärungen
- Völkerrechtliche Verträge und andere internationale Abkommen
- Thronfolge und Regentschaft nach dem Kaiserlichen Haushaltsgesetz
- Andere Angelegenheiten, die dem Kaiser vorgelegt werden (auf Anweisung des Kabinetts)

Der Kronrat hatte damit sowohl judikative als auch einige exekutive Funktionen. Er hatte jedoch keine legislativen Befugnisse, denn er konnte keine Gesetze einbringen.
Der Kronrat bestand aus einem Vorsitzenden (枢密院議長, sūmitsu-in gichō), einem stellvertretenden Vorsitzenden (枢密院副議長, sūmitsu-in fuku-gichō) ohne Stimme, 12 (später 24) Ratsmitgliedern (枢密顧問官, sūmitsu komonkan), einem Chefsekretär und drei zusätzlichen Sekretären. Alle Ratsangehörigen, den Vorsitzenden und stellvertretenden Vorsitzenden eingeschlossen, wurden vom Kaiser auf Lebenszeit ernannt, auf Ratschlag des Premierministers und des Kabinetts.
Zusätzlich zu den 24 stimmberechtigten Mitgliedern waren der Premierminister und die anderen Minister ex-officio Mitglieder des Kronrats. Die Prinzen des Kaiserhauses (sowohl der shinnōke als auch der ōke) waren mit Erreichen der Volljährigkeit ebenfalls berechtigt, an Sitzungen teilzunehmen. Der Vorsitzende hatte besondere Rechte, denn er rief die Sitzungen ein und bestimmte die Tagesordnung. Der Kronrat traf sich im Geheimen im Kaiserpalast, bei wichtigen Sitzungen in Anwesenheit des Kaisers. Es war berechtigt, jegliche Fragen zu beraten, zu denen der Kaiser eine Meinung einholen wollte.
Einschätzungen des politischen Einflusses des Sūmitsu-in reichen von Behauptungen, dass es die mächtigste Einrichtung der Meiji-Regierung war (rein rechtlich wohl zutreffend), bis hin zu Behauptungen, dass es völlig nebensächlich bei der Gestaltung der nationalen Politik war (in der tatsächlichen Praxis wohl so). In den ersten Jahren nach der Gründung hatten viele Minister und andere einflussreiche Politiker auch einen Sitz im Kronrat. Später jedoch wurde es zu einem Club der „old boys“, der oft im Konflikt mit der Regierung stand. Bei mehreren Versuchen des Sūmitsu-in, Entscheidungen der Regierung zurückzuweisen, und sich in außenpolitischen Fragen durchzusetzen, wurde klar, dass das Machtgleichgewicht zu Gunsten der Regierung ausfiel. Beim Angriff auf Pearl Harbor und der folgenden Kriegserklärung wurde der Kronrat gar nicht erst zu Rate gezogen.
Mit dem Erlass der Nachkriegsverfassung am 3. Mai 1947 wurde der Sūmitsu-in aufgelöst.

## Vorsitzende
| #  | Name              | Amtszeit                             |
| -- | ----------------- | ------------------------------------ |
| 01 | Itō Hirobumi      | 30. April 1888 – 30. Oktober 1889    |
| 02 | Ōki Takatō        | 24. Dezember 1889 – 1. Juni 1891     |
| 03 | Itō Hirobumi      | 1. Juni 1891 – 8. August 1892        |
| 04 | Ōki Takatō        | 8. August 1892 – 11. März 1893       |
| 05 | Yamagata Aritomo  | 11. März 1893 – 12. Dezember 1893    |
| 06 | Kuroda Kiyotaka   | 17. März 1894 – 25. August 1900      |
| 07 | Saionji Kimmochi  | 27. August 1900 – 13. Juli 1903      |
| 08 | Itō Hirobumi      | 13. Juli 1903 – 21. Dezember 1905    |
| 09 | Yamagata Aritomo  | 21. Dezember 1905 – 14. Juni 1909    |
| 10 | Itō Hirobumi      | 14. Juni 1909 – 26. Oktober 1909     |
| 11 | Yamagata Aritomo  | 26. Oktober 1909 – 1. Februar 1922   |
| 12 | Kiyoura Keigo     | 8. Februar 1922 – 7. Januar 1924     |
| 13 | Hamao Arata       | 13. Januar 1924 – 25. September 1925 |
| 14 | Hozumi Nobushige  | 1. Oktober 1925 – 8. April 1926      |
| 15 | Kuratomi Yūzaburō | 12. April 1926 – 3. Mai 1934         |
| 16 | Ichiki Kitokurō   | 3. Mai 1934 – 13. März 1936          |
| 17 | Hiranuma Kiichirō | 13. März 1936 – 5. Januar 1939       |
| 18 | Konoe Fumimaro    | 5. Januar 1939 – 24. Juni 1940       |
| 19 | Hara Yoshimichi   | 24. Juni 1940 – 7. August 1944       |
| 20 | Suzuki Kantarō    | 7. August 1944 – 7. Juni 1945        |
| 21 | Hiranuma Kiichirō | 9. April 1945 – 3. Dezember 1945     |
| 22 | Suzuki Kantarō    | 15. Dezember 1945 – 13. Juni 1946    |
| 23 | Shimizu Tōru      | 13. Juni 1946 – 26. September 1946   |